# 丁酰芬太尼
丁酰芬太尼（英語： 或 butyrylfentanyl）是一种含氮有机化合物，化学式C23H30N2O，属于芬太尼的同系物，也是一种類阿片镇痛药。